# Jon Appleton

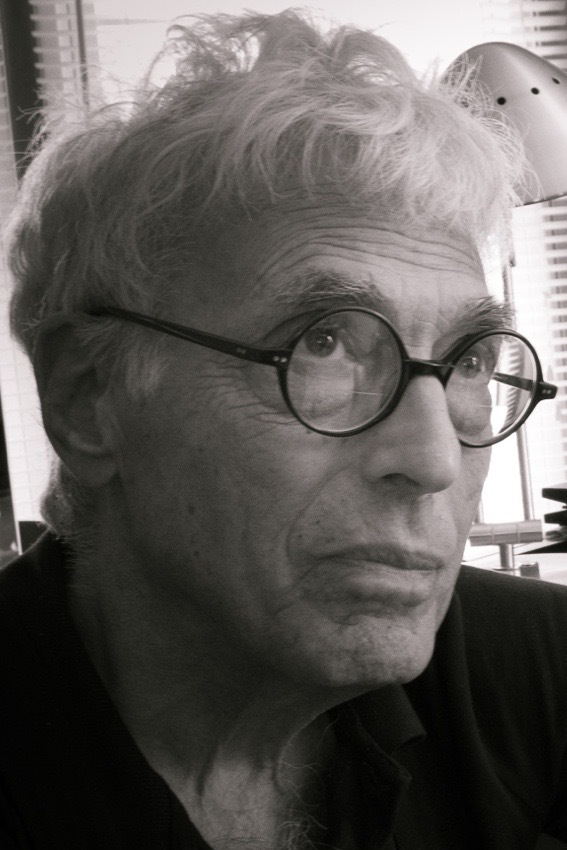
Jon Howard Appleton, 2013

Jon Howard Appleton (* 4. Januar 1939 in Los Angeles; † 30. Januar 2022) war ein amerikanischer Komponist, Improvisationsmusiker und ein Pionier der elektro-akustischen Musik. Auch trug er wesentlich zur Entwicklung des Synclaviers bei.

## Leben und Wirken
Appleton, dessen Eltern in den Filmstudios von Hollywood arbeiteten, wuchs zunächst als Halbwaise auf. In zweiter Ehe heiratete die Mutter einen Kontrabassisten der Los Angeles Philharmonic, der Appleton zu Konzerten mitnahm und seinen Klavierunterricht und sein Interesse am eigenen Komponieren förderte. Als Kommunisten verloren Mutter und Adoptivvater in der Ära des McCarthyismus ihre Arbeit. Zwischen 1957 und 1961 studierte er am Reed College in Portland (Oregon), wo seine Kommilitonen alle Werke, die er komponierte, aufführten. Nachdem er seinen ersten Abschluss hatte, zog er nach San Francisco, wo er bei Andrew Imbrie an der  University of California, Berkeley studierte, mit Willard Bain (1938–2000) musikalische Komödien verfasste und seinen Lebensunterhalt als Einkäufer für Macy’s verdiente. Nach einem Jahr als Musiklehrer konnte er seine Studien an der University of Oregon bei Homer Keller, Henri Lazarof, Felix Salzer und Robert Trotter fortsetzen. Er nutzte das dortige Studio für elektronische Musik und begann, auch in diesem Genre zu komponieren.
Diese Kompositionen führten 1966 zu seiner Einladung an die Columbia University durch Vladimir Ussachevski. Im dortigen Zentrum für elektronische Musik lernte er Charles Dodge, Emmanuel Ghent und Richard Taruskin kennen. Bald darauf wurde er an der Oakland University in Rochester (Michigan) angestellt, um dort ein Studio für elektronische Musik zu begründen. Als er dabei nicht unterstützt wurde, ging er als Lehrer ans Harvard College. 1969 veröffentlichte Appleton, unterstützt durch den Produzenten Bob Thiele, seine erste Schallplatte bei Flying Dutchman – Appleton Syntonic Menagerie; im Folgejahr folgte (gemeinsam mit Don Cherry) Human Music, eines der ersten Alben, auf dem Live-Improvisation und Synthesizermusik verknüpft wurden.
1970 erhielt er mehrere Stipendien von Guggenheim, Fulbright und The American-Scandinavian Foundation. Im selben Jahr wechselte er ans Dartmouth College, wo ein Studio für elektronisches Musik aufgebaut wurde. Dort initiierte er einen Wettbewerb für elektronische Musik, der drei Jahre lang abgehalten wurde. 1976 wechselte er nach Stockholm, wo er das dortige Studio für elektronische Musik leitete, aber nach einem Jahr in die USA zurückkehrte, wo er zunächst bei New England Digital Corporation an der Entwicklung des Synclaviers arbeitete, bevor er 1978 ans Dartmouth College zurückkehrte.
In den nächsten Jahren gab er zahlreiche Konzerte in Nordamerika und Europa, wo er seine Kompositionen auf diesem Instrument interpretierte. Zahlreiche Werke von ihm wurden auf dem Festival der Groupe de Musique Expérimentale de Bourges uraufgeführt. In den 1990er Jahren unterstützte er die Gründung des Theremin-Zentrums für elektronische Musik am Moskauer Staatskonservatorium, wo er regelmäßig lehrte. 2009 gab Appleton seine Lehrtätigkeit am Dartmouth College auf, um an der Stanford University zu lehren. Weiterhin lehrte er an Keio University (Mita) in Tokyo und der University of California, Santa Cruz. In seinen letzten Jahren konzentrierte er sich auf die Komposition von Instrumental- und Chormusik in einem quasi-romantischen Stil. Zwei Opern, die er komponierte, HOPI: La naissance de Désert und Le Dernier Voyage de Jean-Gallup de la Perouse, wurden in Nizza uraufgeführt.
2003 wurde er mit dem SEAMUS Lifetime Achievement Award ausgezeichnet.

## Kompositionen
- Apolliana (1970)
- CCCP (In Memoriam: Anatoly Kuznetsov) (1969)
- Ce que signifie la déclaration des droits de l'Homme et du citoyen de 1789 pour les hommes et les citoyens des îles Marquises (1989)
- Chef d'œuvre (1967)
- Degitaru Ongaku (1983)
- Dima Dobralsa Domoy (1996)
- Dr Quisling in Stockholm (1971)
- Georganna's Fancy (1966)
- Georganna's Farewell (1975)
- Homage To Orpheus (1969)
- King's Road #8 (1970)
- Homenaje a Milanés (1987)
- Human Music (1969)
- In Deserto (1977)
- In Medias Res (1978)
- Mussems Sång (1976)
- Newark Airport Rock (1969)
- Oskuldens Dröm (1985)
- Otahiti (1973)
- San Francisco Airport Rock (1996)
- Spuyten Duyvil (1967)
- Stereopticon (1972)
- The Sydsing Camklang (1976)
- Syntrophia (1977)
- Times Square Times Ten (1969)
- The Turkina Suite for Two Pianos (1995)
- U ha'amata 'atou 'i te himene (1996)
- Yamanotesen To Ko (1997)
- The Turkina Sonata for Two Pianos (1998)
- Zoetrope (1974)
- Julia (Nine Pieces for Solo Piano) (2001)

## Diskographie
- Times Square Times Ten (1969)
- Appleton Syntonic Menagerie (Flying Dutchman Records, 1969)
- Jon Appleton/Don Cherry Human Music (1970)
- The World Music Theatre of Jon Appleton (Folkways Records, 1974)
- The Dartmouth Digital Synthesizer (Folkways, 1976)
- Music for Synclavier and Other Digital Systems: With Jon Appleton, Composer (Folkways, 1978)
- The Tale of William Mariner and The Snow Queen (1982)
- Two Melodramas for Synclavier (Folkways, 1982)
- Four Fantasies for Synclavier, (Folkways, 1982)
- Contes de la mémoire (empreintes DIGITALes, IMED 9635, 1996)
- Wunderbra! (mit Achim Treu) (2003)
- Syntonic Menagerie 2 (2003)